# اور لیدی جی
اور لیدی جی (به انگلیسی: Our Lady J) پیانیست کلاسیک، خواننده-ترانه‌پرداز، نویسنده تلویزیونی آمریکایی است.
او یک زن ترنس است.